# トランプチ・GS8
GS8は、広州汽車集団が製造、トランプチブランドで販売している自動車である。

## 概要
2016年、販売を開始した。
2018年11月、トランプチブランドがサウジアラビア市場へ初進出した際に投入されたモデルの1つである。